# Acerophagus coccois
Acerophagus coccois är en stekelart som beskrevs av Emily A. Smith 1880. Acerophagus coccois ingår i släktet Acerophagus och familjen sköldlussteklar. Inga underarter finns listade i Catalogue of Life.